# 李旭
李旭（1967年—2021年），四川会东人，彝族，中华人民共和国政治人物、第十二届全国人民代表大会四川地区代表。
毕业于农学专业。加入中国共产党。2013年，担任全国人大代表。